# Kazunari Okayama
Kazunari Okayama (岡山 一成 Okayama Kazunari?), född 24 april 1978 i Osaka prefektur, är en japansk före detta fotbollsspelare.
Okayama började sin karriär 1997 i Yokohama Marinos (Yokohama F. Marinos). Efter Yokohama F. Marinos spelade han för Omiya Ardija, Cerezo Osaka, Kawasaki Frontale, Avispa Fukuoka, Kashiwa Reysol, Vegalta Sendai, Pohang Steelers, Consadole Sapporo och Nara Club. Han avslutade karriären 2017.